# Barthélemy Martin
Barthélemy Martin, né en 1713 à Marseille et mort le 8 janvier 1777 à Marseille, est un négociant français.

## Biographie
Barthélemy Martin est le fils de Vincent Martin, négociant, et d'Hélène Guilhermy.
Il établit l'une des plus importantes sociétés commerciale du Québec.
Le 31 août 1752, à Québec, il épouse Marie-Françoise-Renée Levasseur, fille de René-Nicolas Levasseur.
En 1760, il signe, avec l'intendant François Bigot, un marché pour la fourniture aux troupes, consistant à faire sortir 250 barriques d'eau-de-vie de Québec à l'insu des troupes britanniques, afin de les amener près de Montréal et les vendre au roi à un prix inférieur au prix courant, pour plus de 500 000 livres payées en lettres de change sur le Trésor de France.
Il est le directeur principal de la Compagnie royale d'Afrique de 1766 à 1777.